# Oberhaching

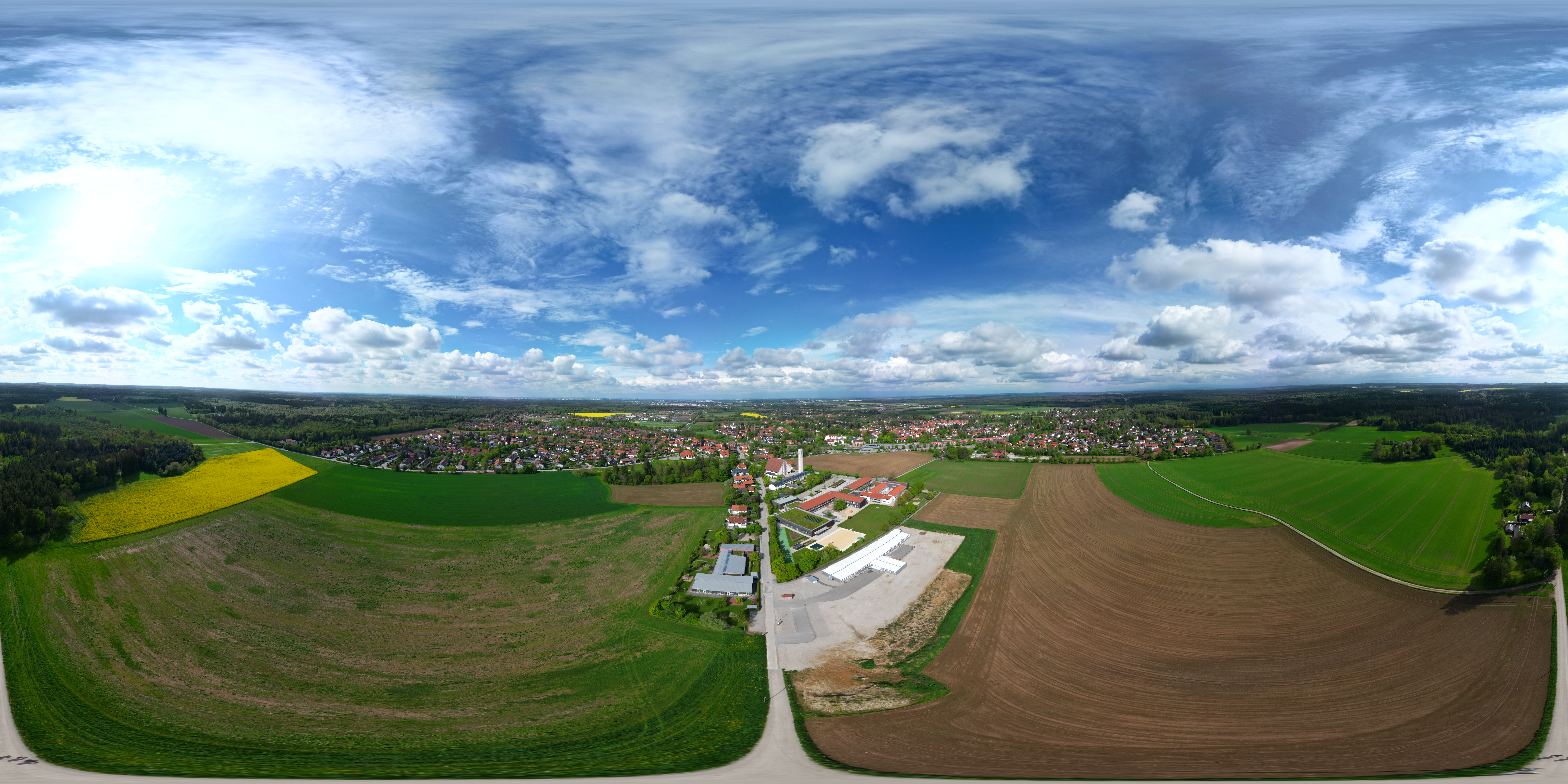
Luftbild-Panorama aus Deisenhofen

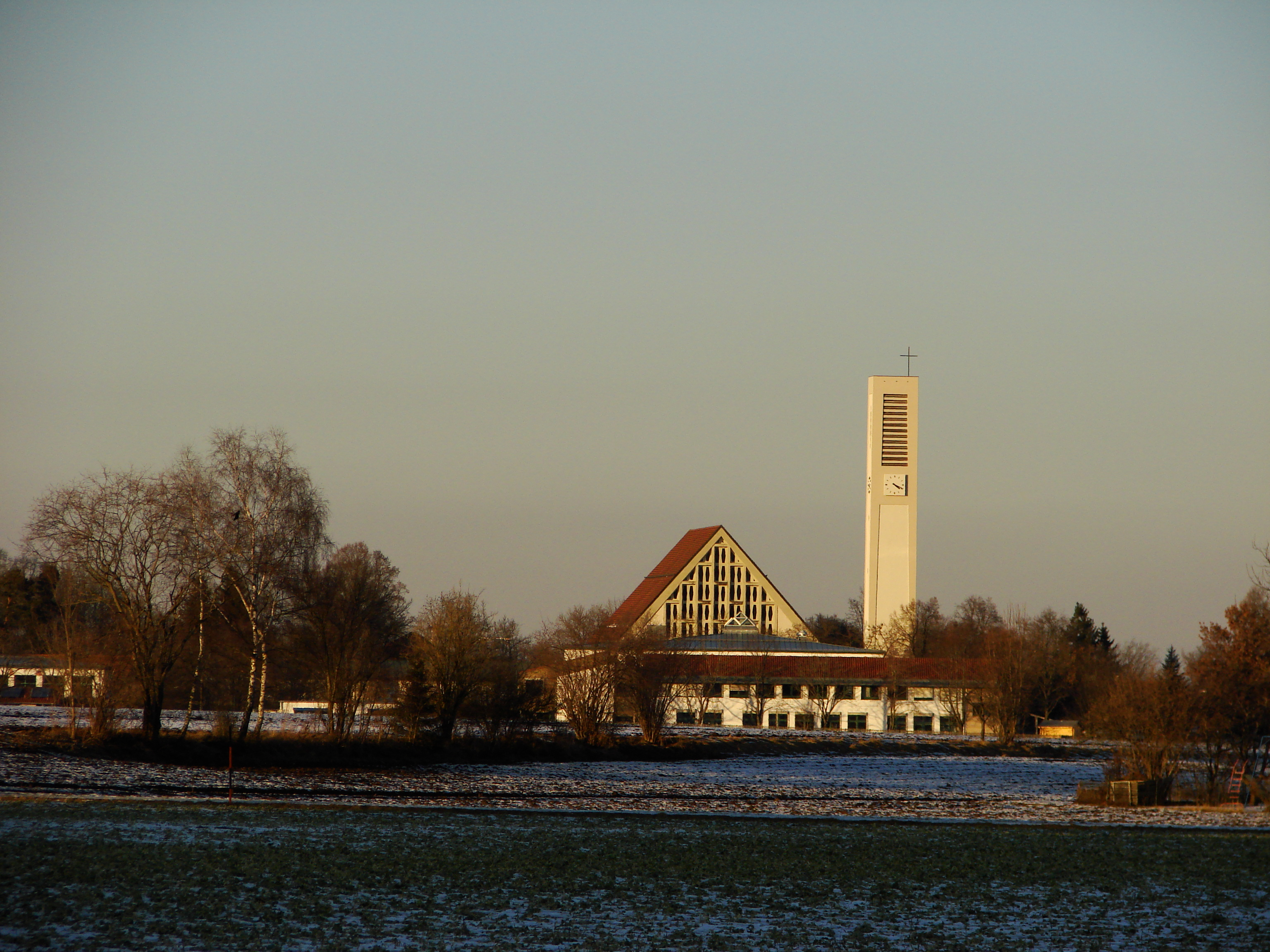
Die Pfarrkirche St. Bartholomäus in Deisenhofen

Oberhaching ist eine Gemeinde im oberbayerischen Landkreis München.

## Geographie

### Lage
Die Gemeinde liegt südlich von München bzw. östlich von Grünwald. Nach Süden schließen sich Sauerlach und Straßlach-Dingharting an, nach Nordosten Taufkirchen und Unterhaching.
Geologisch ist das Gleißental durch den anstehenden Nagelfluh zu erklären. In diesem harten, widerstandsfähigen Material bildete sich in der Eiszeit eine glaziale Abflussrinne, in der einst die Isar strömte, bis sie bei Grünwald ein neues Bett gegraben hatte. Im Mittelalter fand sich in diesem Nagelfluh das ideale Material für die Fundamente der Münchner Frauenkirche.

### Gemeindegliederung
Die Gemeinde hat neun Gemeindeteile (in Klammern ist der Siedlungstyp angegeben):
- Deisenhofen (Pfarrdorf)
- Furth (Dorf)
- Gerblinghausen (Dorf)
- Jettenhausen (Dorf)
- Kreuzpullach (Kirchdorf)
- Laufzorn (Weiler)
- Oberbiberg (Kirchdorf)
- Oberhaching (Pfarrdorf)
- Ödenpullach (Dorf)

Oberhaching, Deisenhofen und Furth bilden mittlerweile eine geschlossene Siedlung.

### Geotope
- ehemaliger Steinbruch Deisenhofen, Geotop-Nummer 184A003
- Gleißental, Geotop-Nummer 184R002

### Landschaftsschutzgebiete
- LSG Perlacher und Grünwalder Forst einschließlich des Gleißentales (LSG-00534.01)
- LSG Südliches Gleißental im Gebiet der Gemeinden Dingharting und Oberbiberg (LSG-00286.01)
- LSG Deisenhofener Forst (LSG-00113.01)
- LSG Hachinger Tal im Gebiet der Gemeinden Oberhaching und Taufkirchen (LSG-00600.01)

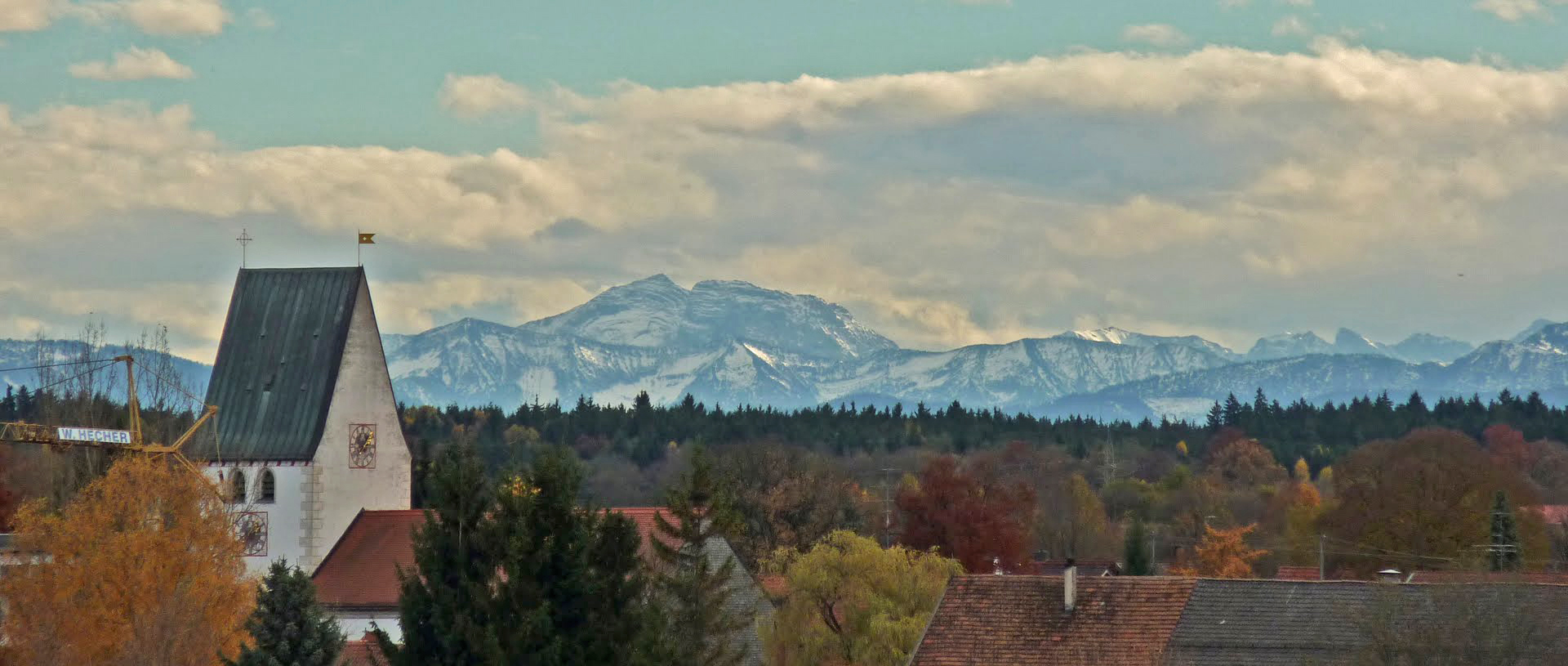
Oberhaching: St. Stephan bei Föhn mit den Bayerischen Alpen im Hintergrund

## Geschichte
Der Name Oberhaching geht, wie Unterhaching, das Hachinger Tal und der Hachinger Bach, auf eine bajuwarische Siedlung zurück, die von dem Bajuwarenfürsten Hacho gegründet wurde.
Die zahlreichen Keltenschanzen im Gemeindegebiet belegen jedoch eine deutlich frühere Besiedelung. Die strategisch günstige Lage an der Aufweitung des Gleißentales, einer ehemaligen glazialen Abflussrinne des Gleißentals mit dem Hachinger Bach, in das weite Hachinger Tal und die Münchner Schotterebene erklärt die kontinuierliche Besiedelungsgeschichte. Hier war frisches Wasser und fester, trockener und überschwemmungssicherer Boden nahe zusammenliegend verfügbar. Auch die Römerstraße von Salzburg nach Augsburg (Via Julia) querte das Gleißental an dieser Stelle. Die früher als römisch angenommenen Legionslager und Schanzen sind heute als keltischen Ursprungs erkannt.
Zusätzlich bietet sich am Kyberg, einem ins Gleißental hineinragenden Höhenrücken, ein weiter Blick in die Ebene. Hier finden sich Reste einer steinzeitlichen Besiedelung, und hier wird auch der Fürstensitz aus bajuwarischer Zeit vermutet. Heute steht hier das Rathaus.
Die erste urkundliche Erwähnung von Haching findet sich in einer Schenkungsurkunde von Abt Petto an das Kloster Schäftlarn aus dem Jahr 806. Deisenhofen ist in einer Schenkung an das Kloster Tegernsee unter Abt Eberhard (1068–1091) erwähnt, Furth im Testament des Pfalzgrafen Friedrich von Wittelsbach aus dem Jahr 1172. Da in Haching, d. h. im Hachinger Tal, auch Gericht gehalten wurde (dokumentiert 1003), lag um die Jahrtausendwende dort, wahrscheinlich in Taufkirchen, ein lokales Zentrum, das erst später durch das aufblühende München seine Bedeutung verlor.
Der Begriff „Oberhaching“ (lat. ad superius Hachingen) tauchte erstmals im Jahre 1140 in den Übergabeurkunden (Traditionen) des Klosters Schäftlarn auf.
Die ältesten Baureste in Oberhaching finden sich in der ursprünglich romanischen Kirche St. Stephan (seit 750 n. Chr., anno 1356 unter Obhut Albert II. u. a. Bischof von Freising). Von den umliegenden Holzhütten der Bauern ist nichts erhalten. Die ältesten heute noch bestehenden bäuerlichen Holzhäuser (z. B. das Wagnerhaus) stammen aus dem 19. Jahrhundert. Das heutige Nebengebäude der Grundschule Oberhaching stammt aus 1872 und ist mit über 150 Jahren das älteste noch benutzte Schulhaus im Münchner Raum.
Neue Impulse erhielt der Ort durch den Bau der Eisenbahn. Seit 1856 besteht die Eisenbahnstrecke vom Münchner Hauptbahnhof über die Großhesseloher Brücke nach Deisenhofen und weiter nach Holzkirchen. Im Jahr 1898 wurde auch die zweite Bahnstrecke von Deisenhofen entlang des Hachinger Tals über Taufkirchen und Unterhaching zum Bahnhof München Ost eröffnet.
Damit war die Entwicklung des bisher bäuerlichen Dorfes zu einem Vorort von München vorgezeichnet. Heute sind weniger als 10 % der Bevölkerung in der Landwirtschaft (primärer Sektor) beschäftigt, während der sekundäre Sektor mit Pendlern in die Industriebetriebe in München und der tertiäre Sektor Dienstleistungen vor Ort oder ebenfalls als Pendler dominieren.

### 20. und 21. Jahrhundert
1925 wurde das Deisenhofener Postamt von Robert Vorhoelzer und Fritz Norkauer errichtet.
1934 wurde der Haltepunkt Furth eröffnet.
Aus Oberhaching stammte Johann Rattenhuber (1897–1957), im Zweiten Weltkrieg zuletzt Generalleutnant der Polizei. Eleonore Baur (1885–1981), Nationalsozialistin, lebte und starb in Oberhaching.
Durch den starken Zuzug von Heimatvertriebenen kam es zu großer Wohnungsnot. Die Gemeinde reagierte und erwarb Grund und verkaufte diese an ortsansässige Bauwerber. Gleichzeitig wurden gemeindeeigene Wohnnungen für junge Familien errichtet. Parallel erholte sich in den 1950ern die Wirtschaft und Oberhaching wurde Sitz namhafter Firmen wie Batscheider Knäckebrot-Fabrik, Semprex König, Rena Büromaschinen oder den Dennoch-Verlag. Dies schaffte Arbeitsplätze in der Gemeinde. 1959 erhielt die Evangelische Kirche »Zum guten Hirten« ihren Glockenturm. In den 1980er Jahren entstand das Gewerbegebiet Oberhaching, zwischen den beiden Bahnlinien gelegen, das seither vergrößert wurde.
Um die Verkehrsanbindung von Oberbiberg zu wahren, wurde der BibergerBürgerBus (kurz BBB) eingerichtet, der 2004 von Bürgern initiiert wurde und rein ehrenamtlich betrieben wird.
Oberhaching hat sich aufgrund der exzellenten Verkehrsanbindung nach München sowie der ruhigen dörflichen Lage auch zu einem Wohnort für bekannte Personen entwickelt, darunter Rupprecht Gerngross, Alfred Batscheider, Klaus Rauscher, Friedrich Prinz, Hans Sauer, Ernst von Khuon, Albert Wucher, Ernst Rebentisch, Christian Tröger und Kammersänger Andrej Kucharsky.

### Eingemeindungen
Im Zuge der Gebietsreform in Bayern wurde am 1. Mai 1978 die bis dahin selbständige Gemeinde Oberbiberg eingegliedert, und der Weiler Laufzorn wurde von der Gemeinde Grünwald an Oberhaching abgetreten. Am 1. Januar 2010 wurden 644 Hektar des zuvor gemeindefreien Deisenhofener Forsts zum Gemeindegebiet.

### Einwohnerentwicklung
Zwischen 1988 und 2018 wuchs die Gemeinde von 8,896 auf 13,657 um 4,761 Einwohner beziehungsweise um 53,5 %.
| Jahr      | 1840   | 1880   | 1925   | 1961   | 1970   | 1991   | 1995   | 2005   | 2010   | 2015   |
| Einwohner | 00.517 | 00.875 | 02,000 | 05,865 | 07,753 | 10,051 | 10,840 | 12,297 | 12,784 | 13,371 |

## Politik

### Bürgermeister
Erster Bürgermeister ist Stefan Schelle (CSU).

### Gemeinderat
Der Gemeinderat von Oberhaching besteht aus 25 Mitgliedern (mit dem 1. Bürgermeister) und setzt sich wie folgt zusammen (Gemeinderatswahl 2020):
- Christlich Soziale Union (CSU) 10 Sitze
- Bündnis 90/Die Grünen (Grüne) 6 Sitze
- Sozialdemokratische Partei Deutschlands (SPD) 3 Sitze
- Wählergemeinschaft Oberhaching (WGO) 3 Sitze
- Freie Demokratische Partei (FDP) 1 Sitz
- Freie Bürger Oberhaching (FreieB) 1 Sitz

### Wappen
| Wappen Gde. Oberhaching | Blasonierung: „In Blau auf grünem Dreiberg ein silberner Sattelturm mit schwarzem Dach.“ |
| Wappen Gde. Oberhaching | Wappenführung seit 1949                                                                  |

## Kultur und Sehenswürdigkeiten

### Ausflugsziele
Aus einer Verpflegungsstation für die Arbeiter beim Bau der Eisenbahn entwickelte sich die Kugler Alm. Diese Ausflugsgaststätte mit großem Biergarten am Rand des Perlacher Forsts ist auch heute noch ein beliebtes Ausflugsziel der Münchner und der Bewohner der umliegenden Gemeinden. Die Kugler Alm behauptet, Erfinder der Radler-Mass zu sein.

### Baudenkmäler

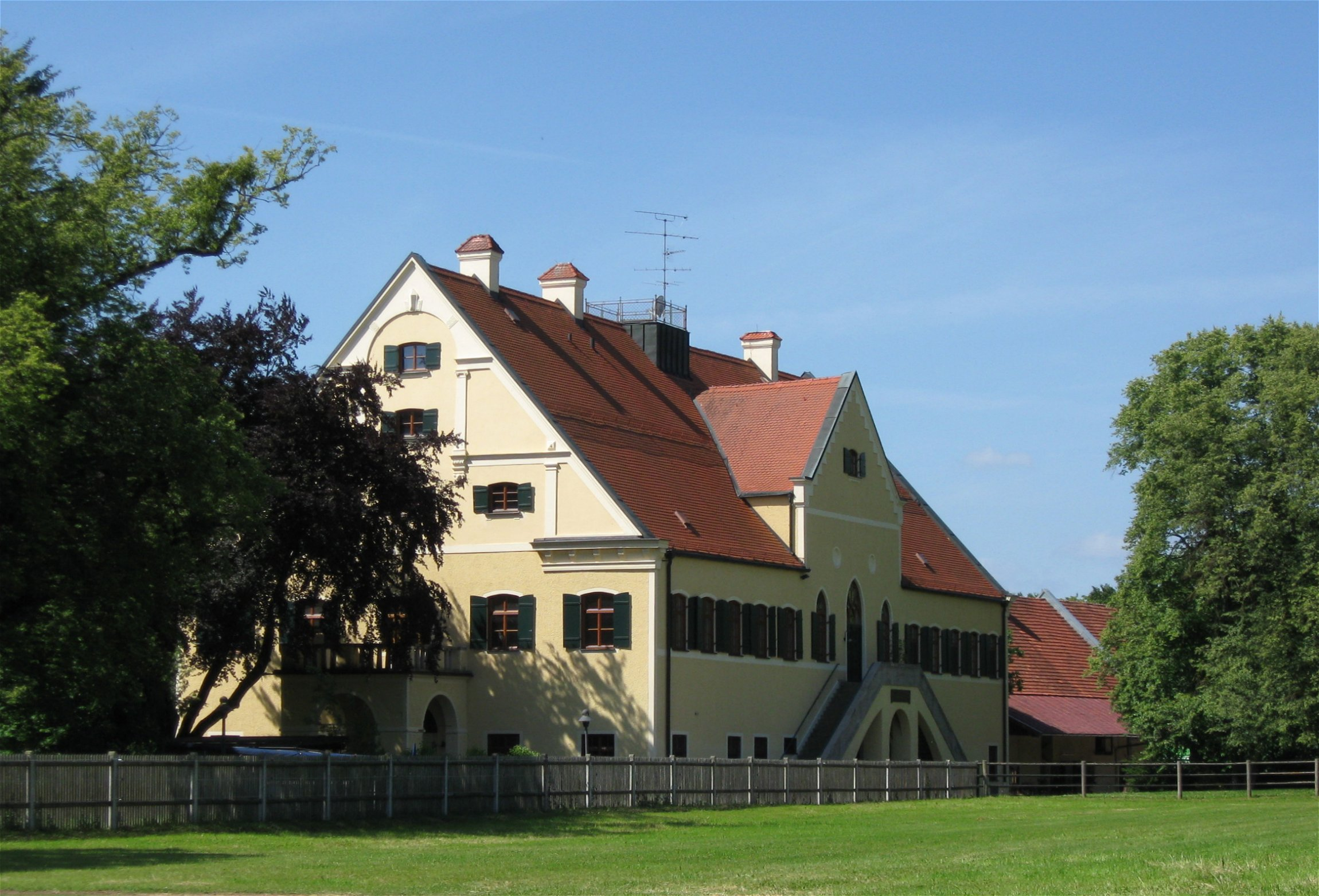
Schloss Laufzorn

### Sport
2021 bewarb sich die Gemeinde zusammen mit dem Landkreis München und der Gemeinde Taufkirchen als Host Town für die Gestaltung eines viertägigen Programms für eine internationale Delegation der Special Olympics World Summer Games 2023 in Berlin. 2022 wurde sie als Gastgeberin für Special Olympics Gibraltar ausgewählt. Damit wurde sie Teil des größten kommunalen Inklusionsprojekts in der Geschichte der Bundesrepublik mit mehr als 200 Host Towns.

## Infrastruktur

### Einrichtungen
Oberhaching hat ein Gymnasium, zwei Grundschulen und eine Mittel- und Wirtschaftsschule sowie eine eigene Volkshochschule.
Das staatliche Gymnasium sollte Abt-Petto-Gymnasium genannt werden, wogegen sich jedoch wegen der Assoziation zu einem christlichen Gymnasium Widerstand regte, weshalb die Schule seit der Gründung im Jahre 1977 Gymnasium Oberhaching benannt ist.
Die Volkshochschule Oberhaching bietet die den Volkshochschulen üblichen Kurse an. Sie agiert im Rahmen des Verbundes der Volkshochschulen im Hachinger Tal (Unterhaching, Taufkirchen, Oberhaching und Sauerlach).
Im Ort gibt es eine Gemeindebücherei, die bis 2003 im Rathaus untergebracht war. Im Jahr 2003 konnte die Bücherei in ein eigenes, von einem Architekten gestaltetes, ungefähr 500 m vom Rathaus entferntes Gebäude umziehen, das unmittelbar neben dem Gymnasium und der Hauptschule liegt und auch als Schulbücherei dient. In der Bücherei finden regelmäßige Lesungen und kulturelle Veranstaltungen statt.

Das Oberhachinger Freibad

Der Bayerische Landessportverband und der Bayerische Fußball-Verband betreiben gemeinsam in Oberhaching eine Sportschule, der das Landesleistungszentrum Tennis angegliedert ist. Dort besteht die Möglichkeit an Trainingslagern teilzunehmen. Sie verfügt über ein Schwimmbad, das zeitweise auch für die Bürger der Gemeinde geöffnet ist. Die Sportschule beherbergte während der Fußball-Weltmeisterschaft 2006 das Team von Paraguay.

### Verkehr

#### Bahn
Am Bahnhof Deisenhofen an der Bahnstrecke München–Lenggries halten die BRB-Regionalbahnzüge und die Linie S3 der S-Bahn München. Ein weiterer Haltepunkt der S3 liegt im Ortsteil Furth nahe der Bayerischen Landessportschule.
| Linie | Linienverlauf |
| ----- | --- |
| S3    | Mammendorf – Malching – Maisach – Gernlinden – Esting – Olching – Gröbenzell – Lochhausen – Langwied – Pasing – Laim – Hirschgarten – Donnersbergerbrücke – Hackerbrücke – Hauptbahnhof – Karlsplatz (Stachus) – Marienplatz – Isartor – Rosenheimer Platz – Ostbahnhof – St.-Martin-Straße – Giesing – Fasangarten – Fasanenpark – Unterhaching – Taufkirchen – Furth – Deisenhofen – Sauerlach – Otterfing – Holzkirchen |

#### Bus
Oberhaching wird durch sieben Regionalbuslinien des MVV erschlossen. Seit dem 12. Dezember 2021 ist die Gemeinde Oberhaching auch mit den Linien  X203 (Oberhaching – Heimstetten) und  X320 (Wolfratshausen – Oberhaching) an den ExpressBus-Ring des MVV angeschlossen. Damit ist es möglich, zum Beispiel bei Störungen auf andere S-Bahnäste zu wechseln. Mit dem ehrenamtlich betriebenen Biberger-Bürger-Bus (BBB) verkehrt zudem an Wochentagen eine Buslinie, die Oberhaching und die Altgemeinde Oberbiberg verbindet.
| Linie | Linienverlauf                                                                                     | Verkehrsunternehmen       |
| ----- | ------------------------------------------------------------------------------------------------- | ------------------------- |
| X203  | Furth (S) - Taufkirchen, Hugo-Junkers-Straße - Putzbrunn - Haar (S) - Heimstetten (S)             | Geldhauser und Ettenhuber |
| 222   | Neuperlach Süd (S U)- Brunnthal Nord - Deisenhofen (S) - Höllriegelskreuth (S)                    | Geldhauser                |
| 224   | Unterhaching, Schule - Unterhaching (S) - Taufkirchen - Deisenhofen (S) - Oberhaching, Kugler Alm | Geldhauser                |
| 226   | Sauerlach - Altkirchen - Deisenhofen (S)                                                          | Ettenhuber                |
| 227   | Ortsbus Oberhaching                                                                               | Geldhauser und Watzinger  |
| X320  | Furth (S) - Endlhausen - Egling - Wolfratshausen (S)                                              |                           |
| 381   | Deisenhofen (S) - Endlhausen - Dietramszell - Ascholding - Geretsried                             | RVO und Geldhauser        |

#### Straßenverkehr
Oberhaching hat eine eigene Anschlussstelle (4) an der A 995, die das Autobahnkreuz München-Süd (und damit die A 99 und die A 8) mit dem Münchner Stadtteil Obergiesing und dem Mittleren Ring verbindet. Die Kreisstraße M 11 verbindet Oberhaching mit dem 4 km entfernten Grünwald. Zudem ist Oberhaching über die Lanzenhaarer Straße mit der Bundesstraße 13 verbunden, diese ist knapp 350 km lang und führt von Würzburg über Ingolstadt und München zum Ufer des Sylvensteinsees (nahe an der Grenze zu Österreich).

### Vereine und Organisationen
Die Gemeinde hat zwei Freiwillige Feuerwehren in Oberhaching und Oberbiberg und eine eigene Bereitschaft mit Jugendrotkreuz des BRK-Kreisverbandes München. Im Gemeindeteil Furth liegt das „Naturbad Furth“, welches vom Freunde Further Bad e. V. betrieben wird. Es gibt auch eine ganze Reihe von Sport-, Kultur-, Sozial- und Kirchenvereinen. Des Weiteren sind neben den Oberhachinger Schützen und den Pfadfindern auch drei Burschenvereine im Ort aktiv wie zum Beispiel der Burschenverein Furth-Oberhaching (BVFO).

## Persönlichkeiten
- Eleonore Baur (1885–1981), genannt Schwester Pia, Nationalsozialistin und persönliche Freundin Adolf Hitlers, lebte in Oberhaching
- Rupprecht Gerngross (1915–1996), Anführer der „Freiheitsaktion Bayern“, lebte in Deisenhofen
- Johann Rattenhuber (1897–1957), SS-Gruppenführer und Generalleutnant der Polizei
- Heinrich Ranke (1830–1909), erster Direktor des Dr. von Haunersches Kinderspital, lebte auf Gut Laufzorn
- Amalie Hohenester (1827–1878), genannt Doktorbäuerin, Betreiberin des Heilbads Mariabrunn
- Diethard Hellmann (1928–1999), Rektor der Musikhochschule München
- Klaus Pöschl (* 1924), Mathematiker, Hochfrequenztechniker und Hochschullehrer, wohnte in Oberhaching
- Hansgeorg Trurnit, genannt auch Georg Berkenhoff (1912–1999), Journalist, Autor, Chefredakteur und Verleger, lebte in Deisenhofen[24]